# Mihail al VI-lea Bringas

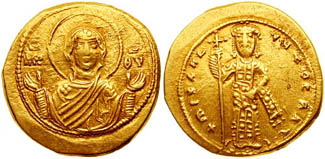
Tetarteron de aur reprezentându-l pe Mihail al VI-lea Bringas

Mihail al VI-lea Bringas (greacă Μιχαήλ ΣΤ΄ Βρίγγας, poreclit și Stratiotikos), (n. secolul al X-lea, Imperiul Roman de Răsărit – d. 1059, Constantinopol, Imperiul Roman de Răsărit) a fost un împărat bizantin ce a condus Imperiul Roman de Răsărit între 1056-1057.
Înainte de moartea sa, împărăteasa Teodora a III-a, care nu avea copii, l-a desemnat ca urmaș pe Mihail Bringas, un membru important al nobilimii bizantine, care avea o mare influență la curtea imperială (fusese logothet - ministru de finanțe - și stratiotikos - ministru de război - de unde și porecla sa).
La 30 martie 1057 a avut loc o audiență solemnă la împărat a principalilor șefi ai armatei din Asia, la care au participat generali importanți precum Isaac Comnenul, Katakalon Kekaumenos etc. Cu acest prilej, împăratul Mihail s-a grăbit să respingă cererilor acestor oameni de stat importanți. În schimb, le-a adus diferite jigniri precum că erau cât pe aici să piardă cetatea Antiohiei, că au contribuit la slăbirea armatei, că nu au dat dovadă de vitejie și nici de alte virtuți vrednice de o adevărată căpetenie de oaste.
În aceste condiții comandanții oștilor din răsărit au făcut un al doilea demers pe lângă împărat. Ei ar fi apelat ca intermediar la Leon Strabospondilos, ministrul lui Mihail al VI-lea, dar și acest demers a fost lipsit de un rezultat pozitiv.
Mihail Psellos spune că după ce demersurile acestor comandanți au eșuat, ei au făcut o adunare secretă care a avut loc în biserica Sfânta Sofia. Aici ei l-au desemnat pe Isaac Comnenul drept viitor împărat. Patriarhul Mihail I Cerularie, aflat în disgrație sub domnia Teodorei și sub cea a lui Mihail al VI-lea, a binecuvântat această conjurație.
La 8 iunie 1057, Isaac I Comnen este proclamat împărat la Gomaria, în Paflagonia, bucurându-se de sprijinul comandanților militari ai armatei din toate themele asiatice. Cu această forță militară Isaac își stabilește o tabără în apropierea capitalei, la Niceea.
În aceste condiții împăratul Mihail al VI-lea Bringas a fost sfătuit să facă următoarele lucruri:
1. să se împace cu patriarhul;
2. să trimită lui Isaac Comnenul o solie care să-l determine să-și împrăștie armata și în același timp să furișeze uneltiri în rândurile oștii rivalului său și să încerce să i-o dezorganizeze;
3. să recheme oștile aflate în apus și să ceară sprijinul barbarilor (probabil al pecenegilor de la nord de Dunăre).

La 20 august 1057 Isaac Comnenul zdrobește sub zidurile Niceei trupele europene trimise de Mihail al VI-lea împotriva rebelilor.
La 24 august 1057 Mihail al VI-lea trimite în tabăra rebelilor aflată la Nicomedia o solie a senatului compusă din Teodor Alopos, Constantin Lichudius și Mihail Psellos, promițându-i lui Isaac să-l adopte ca succesor și acordându-i titlul de caesar, iar celorlalți generali rebeli amnistie și importante avantaje.
La 31 august 1057 după o acceptare formală a ofertelor imperiale de către rebeli, la Constantinopol izbucnește o răscoală populară împotriva împăratului, inițiată de partizanii lui Isaac I Comnenul și sprijinită în secret de patriarh, care îl proclamă împărat pe Isaac I Comnen. Mihail abdică și se retrage într-o mânăstire.